# Emine Nazikeda
Emine Nazikeda, född Emine Marshania 9 oktober 1866 i Tzebelda i Abchazien, död 4 april 1941 i Kairo i Egypten, var hustru till den sista osmanska sultanen Mehmet VI, som regerade 1918–1922. Västerländsk press omtalade henne ibland som kejsarinna, en titel som inte fanns i Osmanska riket, men hon var sultanens mest gynnade hustru och spelade i praktiken (om än inifrån haremet) en ovanlig roll snarlik en västerländsk drottninggemåls.

## Biografi
Emine Nazikeda var dotter till den abchaziska prins Tzebelda Chasan Marschania av Tzebelda och prinsessan Fatma Choredjan Aredba. Strax före rysk-turkiska kriget 1877–1878 placerades hon, hennes syster och fem av hennes kusiner i det kejserliga osmanska haremet. Det skedde enligt samma sed som cariye-slavinnor förut hade placerats i haremet, en sed som vid denna tid officiellt hade avskaffats, och precis som dessa tog de nya namn då de kom till haremet. Enligt sed fick hon en fin bildning, som vid denna tid hade blivit västerländsk: och hon lärde sig därför rida, spela piano och andra saker som ingick i europeiska överklassflickors uppfostran. Hon tilldelades prinsessan Cemile Sultan som kalfa eller hovdam.
Prins Mehmet såg henne hos sin syster Cemile Sultan och bad att få henne till hustru. Cemile Sultan vägrade, fram till att han gick med på villkoret att aldrig gifta sig med fler personer medan han var gift med Emine Nazikeda. Vigseln ägde rum 8 juni 1885. Paret fick tre döttrar men ingen son och arvinge, och efter födseln av den sista dottern 1894 varnades hon för att försöka föda fler barn. Detta antas vara orsaken till varför Mehmet bröt sitt löfte och från 1905 började gifta sig med andra kvinnor. På grund av sitt löfte bad han henne om tillstånd varje gång, vilket hon gav på grund av behovet av en manlig tronarvinge.

### Makens regeringstid
Efter Mehmets tronbestigning 1918 fick Emine Nazikeda titeln senior Kadin och därmed i praktiken högsta rang bland hans hustrur. I det västerländska Europa omtalades hon officiellt ofta som "kejsarinna". Någon sådan titel fanns i själva verket inte i Osmanska riket, där sultanen kunde ha många hustrur och konkubiner och hans mor i själva verket var rikets första dam, men eftersom Mehmet VI:s mor var död och Emine Nazikeda hade fått en högre titel än de andra hustrurna, så fungerade hon som hovets första dam och spelade en för Osmanska riket ovanlig drottningroll (hon levde dock fortfarande i harem isolerad från kontakt med män), och har blivit informellt känd som "Den sista kejsarinnan".
Emine Nazikeda engagerade sig i välgörenhet och agerade beskyddare för välgörenhetsorganisationer, sjukhus och moskéers sociala program. Under turkiska självständighetskriget (1919–1923) stödde hon olika hjälpprojekt för soldater och nödlidande. Hon engagerade sig till förmån för nödlidande cirkasser och flyktingar undan den ryska revolutionen, som hon inbjöd till Yıldızpalatset. År 1918 tog hon emot Österrikes kejsarinna Zita av Bourbon-Parma under det österrikiska kejsarparets statsbesök.

### Senare liv
Det osmanska sultanatet avskaffades 1 november 1922 och det osmanska kalifatet i mars 1924, varefter alla medlemmar av den före detta osmanska dynastin förvisades från den nya republiken Turkiet. Efter Mehmet VI:s abdikation och exil 1922, hölls hon och sultanens övriga familj på order av det nybildade turkiska parlamentet i Ankara under husarrest i Feriyepalatset fram till den 10 mars 1924, då även de förvisades. Hon levde sedan i San Remo i Italien med maken fram till hans död 1926. Som änka levde hon under många år på franska rivieran med sina döttrar och styvson. Hon var under sina sista år bosatt i Egypten, där hon avled.